# Peter Braestrup
Peter Braestrup (Manhattan, Nueva York; 8 de junio de 1929-Rockport, Maine; 10 de agosto de 1997) fue corresponsal de The New York Times y The Washington Post, editor fundador de Wilson Quarterly, y más tarde editor senior y director de comunicaciones de la Biblioteca del Congreso. Tras retirarse del periodismo en 1973, fundó el Wilson Quarterly del Centro Internacional para Académicos Woodrow Wilson, y en 1989 se trasladó a trabajar a la Biblioteca del Congreso.
Su libro Big Story, publicado en 1977 en dos volúmenes y patrocinado por Freedom House, criticaba la cobertura de la ofensiva Tet durante la guerra de Vietnam por parte de los medios estadounidenses. El libro, donde argumentaba que la cobertura mediática de la ofensiva fue excesivamente negativa y ayudó a perder la guerra, «es citado regularmente por historiadores, sin reservas, como el trabajo estándar sobre los informes de los medios sobre la ofensiva del Tet».

## Antecedentes
Braestrup nació en Manhattan, hijo de Carl Bjorn Braestrup, un físico que trabajó en el Proyecto Manhattan. Se graduó de la Universidad de Yale en 1951 y sirvió seis meses en la Guerra de Corea, siendo dado de baja en 1953 después de ser gravemente herido en acción.

## Carrera
De 1953 a 1957, Braestrup trabajó para la revista Time como editor colaborador y luego como reportero. Se trasladó al New York Herald Tribune en 1957, y después de ser Nieman Fellow en la Universidad de Harvard (1959-1960) se trasladó al The New York Times. Trabajó para el Times inicialmente en Washington, luego en París, África del Norte (cubriendo la Guerra de Argelia ) y Tailandia. Renunció en 1968 para unirse al The Washington Post, siendo su jefe de la oficina de Saigón hasta 1973.
Al final de la guerra de Vietnam, Braestrup se retiró del periodismo, se mudó al Centro Internacional para Académicos Woodrow Wilson y fundó su Wilson Quarterly en 1976. En 1989, se convirtió en editor senior y director de comunicaciones de la Biblioteca del Congreso.

## Libros
- Big Story: How the American Press and Television Reported and Interpreted the Crisis of Tet 1968 in Vietnam and Washington. Boulder, Colorado: Westview Press, 1977.